# Nazelles-Négron
Pour les articles homonymes, voir Négron (homonymie).
Nazelles-Négron est une commune française du département d'Indre-et-Loire, en région Centre-Val de Loire.
C'est l'une des dix communes viticoles de l'aire d'appellation d'origine contrôlée (AOC) « Touraine-amboise ».

## Géographie
| Reugny             | Montreuil-en-Touraine |                |
| Chançay Noizay     | Nazelles-Négron       | Pocé-sur-Cisse |
| Lussault-sur-Loire | Amboise               |                |

Les communes limitrophes sont  Amboise, Chançay, Lussault-sur-Loire, Montreuil-en-Touraine, Noizay, Pocé-sur-Cisse et Reugny.

### Situation
Située au nord de la Loire, la commune de Nazelles-Négron s'étend sur 2 232 hectares.
Elle est bordée au nord par Montreuil-en-Touraine, à l'est par Pocé-sur-Cisse, au sud par Amboise, et enfin à l'ouest par Noizay.
Située à 51 mètres d'altitude, la Loire et la Cisse sont les principaux cours d'eau qui traversent la commune.

### Hydrographie

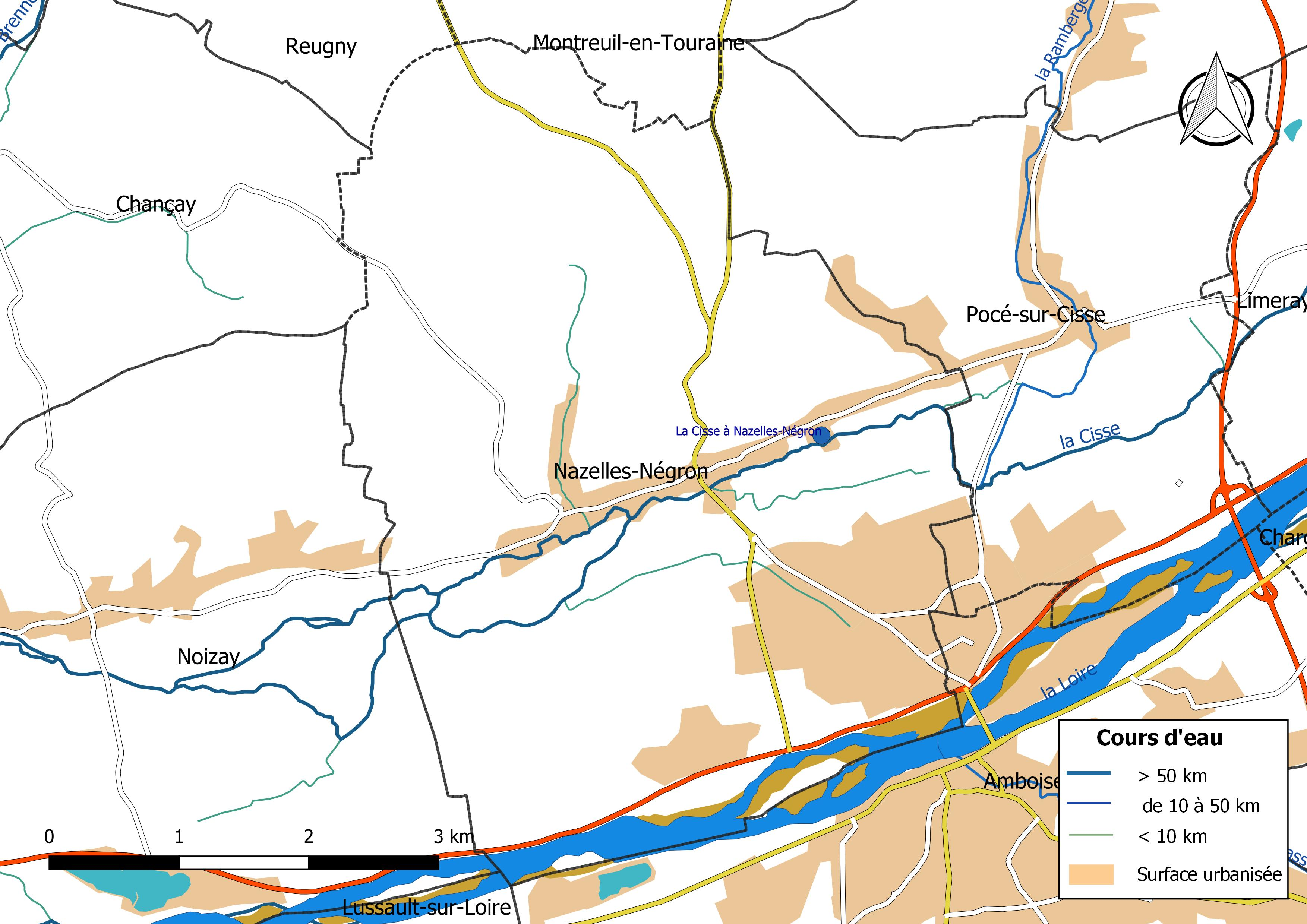
Réseau hydrographique de Nazelles-Négron.

La commune est bordée sur son flanc sud par la Loire et traversée par la Cisse (5,511 km), parallèle à la Loire. Le réseau hydrographique communal, d'une longueur totale de 17,5 km, comprend en outre six petits cours d'eau,.
La Cisse, d'une longueur totale de 87,7 km, prend sa source à Rhodon en Loir-et-Cher,  et se jette dans la Loire à Vouvray, après avoir traversé 28 communes. La station hydrométrique de Nazelles-Négron permet de caractériser les paramètres hydrométriques de la Cisse. Le débit mensuel moyen (calculé sur 21 ans pour cette station) varie de 0,99 m3/s au mois d'août  à 4,22 m3/s au mois de janvier. Le débit instantané maximal observé sur cette station est de 29 m3/s le 28 décembre 1999, la hauteur maximale relevée a été de 1,85 m le 5 juin 2016,.
Ce cours d'eau est classé dans les listes 1 et 2 au titre de l'article L. 214-17 du code de l'environnement sur le Bassin Loire-Bretagne. Au titre de la liste 1, aucune autorisation ou concession ne peut être accordée pour la construction de nouveaux ouvrages s'ils constituent un obstacle à la continuité écologique et le renouvellement de la concession ou de l'autorisation des ouvrages existants est subordonné à des prescriptions permettant de maintenir le très bon état écologique des eaux. Au titre de la liste 2, tout ouvrage doit être géré, entretenu et équipé selon des règles définies par l'autorité administrative, en concertation avec le propriétaire ou, à défaut, l'exploitant,. 
Sur le plan piscicole, la Cisse est classée en deuxième catégorie piscicole. Le groupe biologique dominant est constitué essentiellement de poissons blancs (cyprinidés) et de carnassiers (brochet, sandre et perche).
Le cours de la Loire s’insère dans une large vallée qu’elle a façonnée peu à peu depuis des milliers d’années. Elle traverse d'est en ouest le département d'Indre-et-Loire depuis Mosnes jusqu'à Candes-Saint-Martin, avec un cours large et lent. La Loire présente des fluctuations saisonnières de débit assez marquées. Sur le plan de la prévision des crues, la commune est située dans le tronçon de la Loire orléanaise, qui court entre la sortie de Sully-sur-Loire (Loiret et la sortie de Nazelles-Négron, dont la station hydrométrique de référence la plus proche est située à Blois. Le débit mensuel moyen (calculé sur 156 ans pour cette station) varie de 118 m3/s au mois d'août  à 583 m3/s au mois de février. Le débit instantané maximal observé sur cette station est de 3 050 m3/s et s'est produit le 9 décembre 2003, la hauteur maximale relevée a été de 5,05 m le 11 janvier 1982,.
Sur le plan piscicole, la Loire est également classée en deuxième catégorie piscicole.
Deux zones humides ont été répertoriées sur la commune par la direction départementale des Territoires (DDT) et le conseil départemental d'Indre-et-Loire : « la vallée de la Cisse » et « la vallée de la Loire de Mosnes à Candes-Saint-Martin »,.

### Voies de communications et transports

#### Réseau routier
La commune de Nazelles-Négron est longée au sud par la D952. Le bourg de la ville est traversé par la D1.
La commune est desservie par l'autoroute A10, via la sortie no 18 Château-Renault/Amboise sur la commune d'Autrèche située à 15 km.

#### Réseau ferroviaire
La gare ferroviaire la plus proche est celle d'Amboise, qui est située à cheval sur les communes de Pocé-sur-Cisse, Amboise et Nazelles-Négron.

#### Transport urbain
Une ligne d'autobus relie Nazelles-Négron et Amboise pendant toute l'année.

### Climat
Pour des articles plus généraux, voir Climat du Centre-Val de Loire et Climat d'Indre-et-Loire.
En 2010, le climat de la commune est de type climat océanique dégradé des plaines du Centre et du Nord, selon une étude du CNRS s'appuyant sur une série de données couvrant la période 1971-2000. En 2020, Météo-France publie une typologie des climats de la France métropolitaine dans laquelle la commune est exposée à un climat océanique altéré et est dans la région climatique Moyenne vallée de la Loire, caractérisée par une bonne insolation (1 850 h/an) et un été peu pluvieux.
Pour la période 1971-2000, la température annuelle moyenne est de 11,4 °C, avec une amplitude thermique annuelle de 14,7 °C. Le cumul annuel moyen de précipitations est de 726 mm, avec 10,8 jours de précipitations en janvier et 6,8 jours en juillet. Pour la période 1991-2020, la température moyenne annuelle observée sur la station météorologique de Météo-France la plus proche, « Amboise - Lycée », sur la commune d'Amboise à 4 km à vol d'oiseau, est de 12,2 °C et le cumul annuel moyen de précipitations est de 711,0 mm,. Pour l'avenir, les paramètres climatiques de la commune estimés pour 2050 selon différents scénarios d'émission de gaz à effet de serre sont consultables sur un site dédié publié par Météo-France en novembre 2022.
| Mois                                  | jan.           | fév.           | mars           | avril         | mai            | juin          | jui.           | août          | sep.          | oct.            | nov.          | déc.             | année      |
| ------------------------------------- | -------------- | -------------- | -------------- | ------------- | -------------- | ------------- | -------------- | ------------- | ------------- | --------------- | ------------- | ---------------- | ---------- |
| Température minimale moyenne (°C)     | 2,3            | 2,2            | 4,1            | 6,1           | 9,6            | 12,7          | 14,3           | 14,2          | 11,1          | 8,9             | 5,1           | 2,7              | 7,8        |
| Température moyenne (°C)              | 4,9            | 5,6            | 8,5            | 11,2          | 14,8           | 18,2          | 20,1           | 20            | 16,6          | 12,9            | 8,2           | 5,4              | 12,2       |
| Température maximale moyenne (°C)     | 7,6            | 9              | 12,9           | 16,3          | 20             | 23,7          | 25,9           | 25,9          | 22            | 17              | 11,4          | 8                | 16,6       |
| Record de froid (°C) date du record   | −11,9 07.01.09 | −13,1 07.02.12 | −10,8 01.03.05 | −2,5 06.04.21 | 0,3 07.05.1997 | 3,8 01.06.06  | 6,5 13.07.1993 | 6,6 26.08.18  | 3,6 25.09.02  | −3,6 30.10.1997 | −8,8 30.11.10 | −11,7 30.12.1996 | −13,1 2012 |
| Record de chaleur (°C) date du record | 16,2 16.01.20  | 23,4 27.02.19  | 25,6 31.03.21  | 29,4 30.04.05 | 31,7 27.05.05  | 37,9 29.06.19 | 41,4 25.07.19  | 40,3 10.08.03 | 35,5 14.09.20 | 28,1 02.10.11   | 22,3 07.11.15 | 18,4 07.12.00    | 41,4 2019  |
| Précipitations (mm)                   | 62,3           | 53,6           | 49             | 51,2          | 60,6           | 54,9          | 55,2           | 52,9          | 54,5          | 70              | 70,9          | 75,9             | 711        |

## Urbanisme

### Typologie
Au 1er janvier 2024, Nazelles-Négron est catégorisée petite ville, selon la nouvelle grille communale de densité à sept niveaux définie par l'Insee en 2022.
Elle appartient à l'unité urbaine de Tours, une agglomération intra-départementale regroupant 38  communes, dont elle est une commune de la banlieue,,. Par ailleurs la commune fait partie de l'aire d'attraction de Tours, dont elle est une commune de la couronne,. Cette aire, qui regroupe 162 communes, est catégorisée dans les aires de 200 000 à moins de 700 000 habitants,.

### Occupation des sols
L'occupation des sols de la commune, telle qu'elle ressort de la base de données européenne d’occupation biophysique des sols Corine Land Cover (CLC), est marquée par l'importance des territoires agricoles (65,3 % en 2018), en diminution par rapport à 1990 (66,9 %). La répartition détaillée en 2018 est la suivante : 
terres arables (26,2 %), zones agricoles hétérogènes (19,4 %), forêts (13,9 %), prairies (12,7 %), zones urbanisées (11,1 %), cultures permanentes (7 %), zones industrielles ou commerciales et réseaux de communication (4,9 %), milieux à végétation arbustive et/ou herbacée (3,3 %), eaux continentales (1,4 %). L'évolution de l’occupation des sols de la commune et de ses infrastructures peut être observée sur les différentes représentations cartographiques du territoire : la carte de Cassini (XVIIIe siècle), la carte d'état-major (1820-1866) et les cartes ou photos aériennes de l'IGN pour la période actuelle (1950 à aujourd'hui).

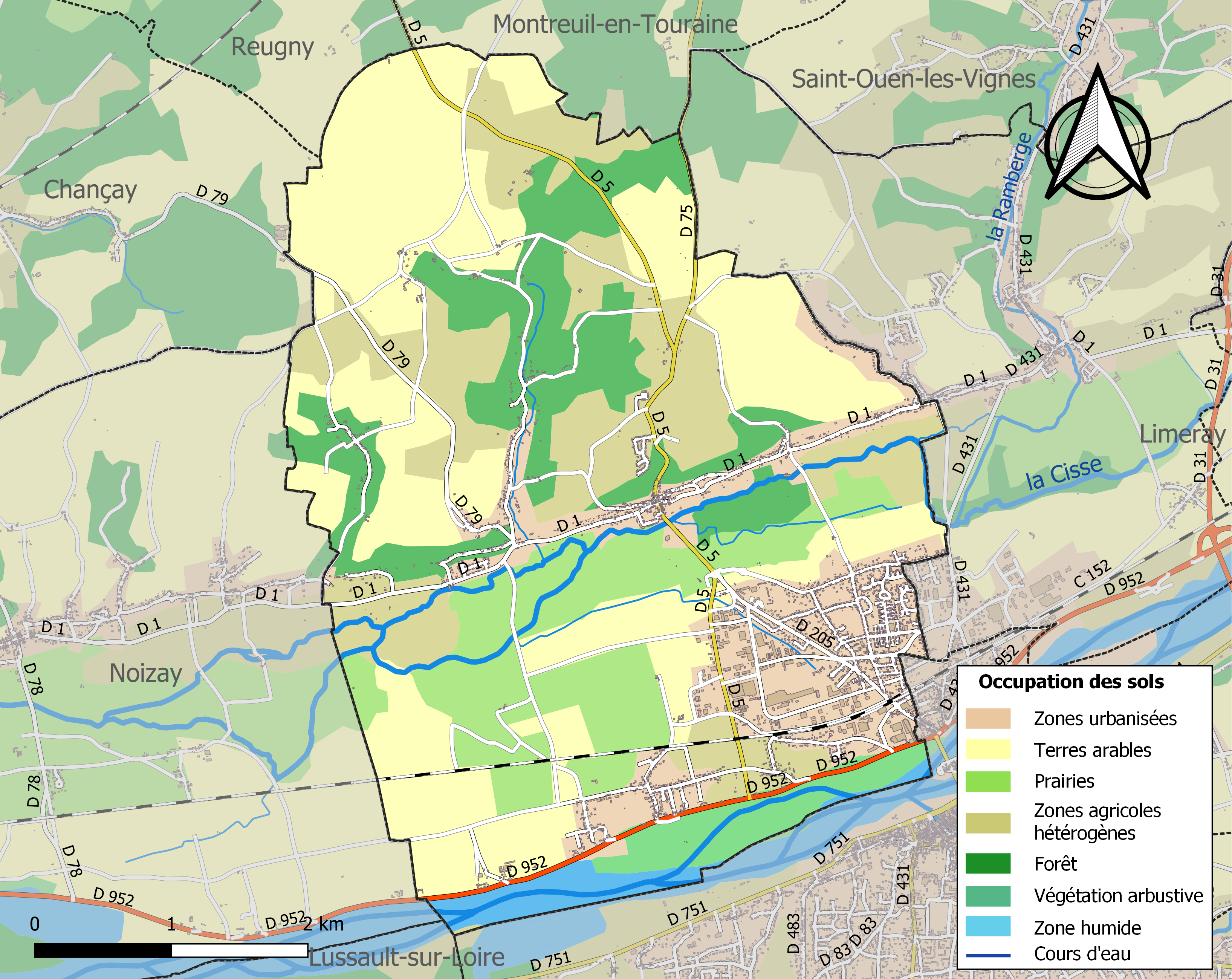
Carte des infrastructures et de l'occupation des sols de la commune en 2018 (CLC).

### Logement
En 2009, le nombre total de logements dans la commune était de 1 781, alors qu'il était de 1613 en 1999. Parmi ces logements, 87,9 % étaient des résidences principales, 4,9 % des résidences secondaires et 7,2 % des logements vacants.

### Risques majeurs
Le territoire de la commune de Nazelles-Négron est vulnérable à différents aléas naturels : météorologiques (tempête, orage, neige, grand froid, canicule ou sécheresse), inondations, mouvements de terrains et séisme (sismicité très faible). Un site publié par le BRGM permet d'évaluer simplement et rapidement les risques d'un bien localisé soit par son adresse soit par le numéro de sa parcelle.
Certaines parties du territoire communal sont susceptibles d’être affectées par le risque d’inondation par débordement de cours d'eau, notamment la Cisse et la Loire. La commune a été reconnue en état de catastrophe naturelle au titre des dommages causés par les inondations et coulées de boue survenues en 1999, 2001, 2016 et 2018 et au titre des inondations par remontée de nappe en 2001,.

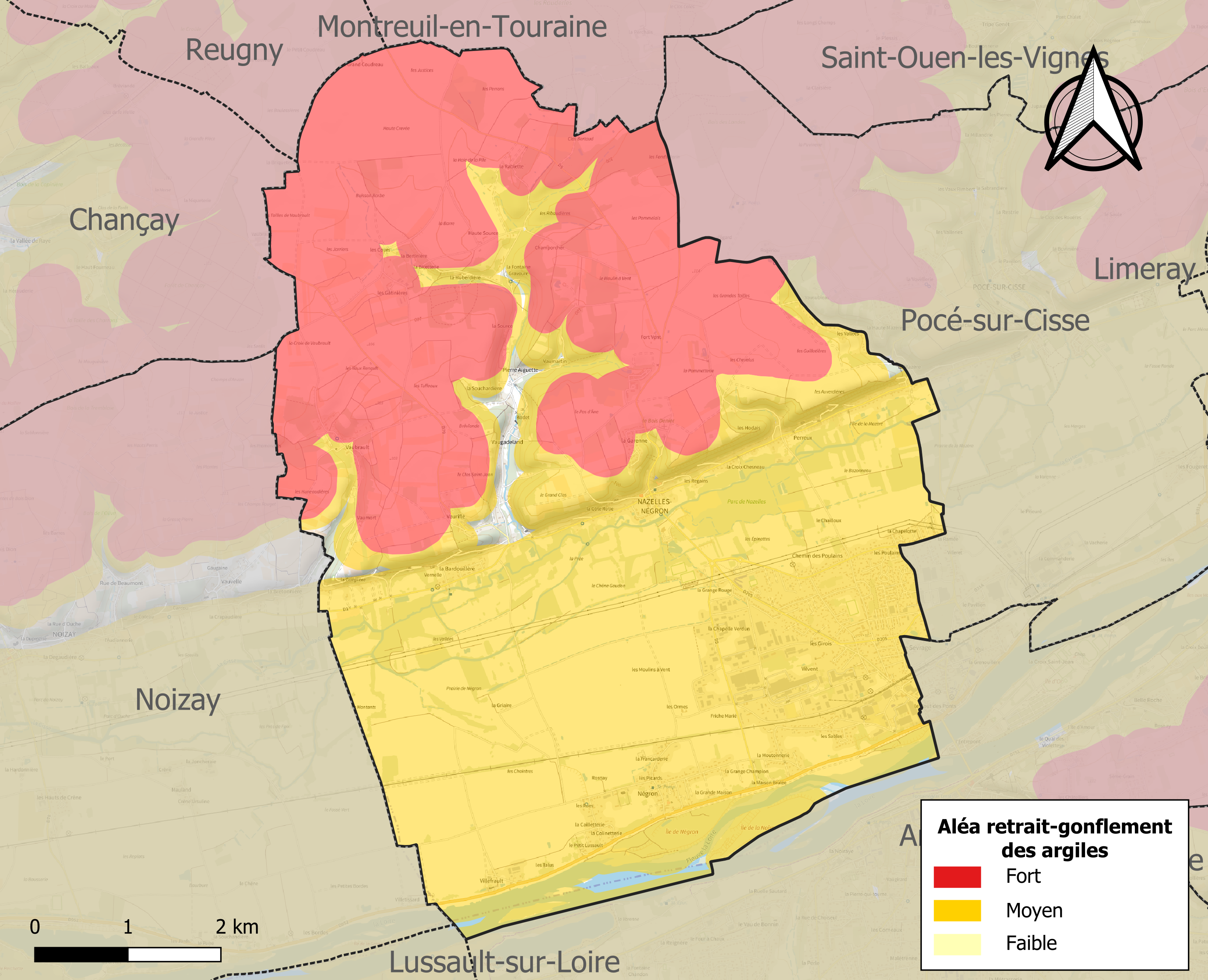
Carte des zones d'aléa retrait-gonflement des sols argileux de Nazelles-Négron.

La commune est vulnérable au risque de mouvements de terrains constitué principalement du retrait-gonflement des sols argileux. Cet aléa est susceptible d'engendrer des dommages importants aux bâtiments en cas d’alternance de périodes de sécheresse et de pluie. 98,3 % de la superficie communale est en aléa moyen ou fort (90,2 % au niveau départemental et 48,5 % au niveau national). Sur les 1 770 bâtiments dénombrés sur la commune en 2019, 1715 sont en aléa moyen ou fort, soit 97 %, à comparer aux 91 % au niveau départemental et 54 % au niveau national. Une cartographie de l'exposition du territoire national au retrait gonflement des sols argileux est disponible sur le site du BRGM,.
Concernant les mouvements de terrains, la commune a été reconnue en état de catastrophe naturelle au titre des dommages causés par la sécheresse en 1991 et par des mouvements de terrain en 1995 et 1999.

## Toponymie
Les noms successifs de Nazelles au cours de l'histoire sont : 
- Portus de Navicellis, vers 585 (Grégoire de Tours, Ex Miraculus Sancti Martini) ;
- Nazellae,  XIIe siècle (Charte de l'abbaye de Fontaine les Blanches) ;
- Navicellae, 1220 (Titre de la seigneurie d'Amboise) ;
- Nazelles, XIIIe siècle (Cartulaire de l'archevêché de Tours).

Il existe deux hypothèses quant à l'étymologie : latin navis = nef, chapelle, augmenté du diminutif ella = « aux petites chapelles » ou latin navicellis, diminutif de navis = bateau, « aux petites barques ».
En 1971, les communes de Nazelles et de Négron ont fusionné. Les deux communes ont été rattachées par arrêté préfectoral du 7 juin 1971. La réunion était envisagée dès 1821.
Les noms successifs de Négron au cours de l'histoire sont : 
- Nigrontis Villa, 845 (Actes de Charles II le Chauve) ;
- Nogron, 1290 (Pouillé de Tours) ;
- Négron, XIIIe siècle (cartulaire de l'archevêché de Tours).

## Politique et administration

### Tendances politiques et résultats
| Scrutin             | Scrutin             | 1er tour | 1er tour | 1er tour | 1er tour | 1er tour  | 1er tour | 1er tour | 1er tour | 1er tour | 1er tour | 1er tour | 1er tour | 2d tour | 2d tour | 2d tour | 2d tour | 2d tour | 2d tour |
| Scrutin             | Scrutin             | 1er      | 1er      | %        | 2e       | 2e        | %        | 3e       | 3e       | %        | 4e       | 4e       | %        | 1er     | 1er     | %       | 2e      | 2e      | %       |
| ------------------- | ------------------- | -------- | -------- | -------- | -------- | --------- | -------- | -------- | -------- | -------- | -------- | -------- | -------- | ------- | ------- | ------- | ------- | ------- | ------- |
| Présidentielle 2017 | Présidentielle 2017 |          | FN       | 26,64    |          | EM        | 21,30    |          | LFI      | 19,06    |          | LR       | 17,11    |         | EM      | 60,33   |         | FN      | 39,67   |
| Présidentielle 2022 | Présidentielle 2022 |          | LREM     | 28,24    |          | RN        | 28,02    |          | LFI      | 19,55    |          | REC      | 5,24     |         | LREM    | 53,69   |         | RN      | 46,31   |
| Législatives 2022   | 2e                  |          | RE-Ens   | 29,39    |          | LFI-Nupes | 26,82    |          | RN       | 25,44    |          | LR       | 5,26     |         | LFI     | 50,42   |         | RE      | 49,58   |
| Législatives 2024   | 2e                  |          | RN       | 40,29    |          | RE-Ens    | 28,20    |          | LFI-NFP  | 23,27    |          | LR       | 5,41     |         | RE      | 55,46   |         | RN      | 44,54   |

### Liste des maires
| Période                                  | Période                   | Identité                   | Étiquette     | Qualité |
| ---------------------------------------- | ------------------------- | -------------------------- | ------------- | --- |
| Les données manquantes sont à compléter. |                           |                            |               | |
| mars 1959                                | mars 1977                 | Charles Crépin             |               | |
| mars 1977                                | 1991 (démission)          | Louis Tison                |               | |
| 1991                                     | mars 2008                 | Pierre Bordier (1928-2017) | PS            | Ancien instituteur et directeur d'école Premier adjoint au maire (? → 1991) Président de la CC du Val d'Amboise (2001 → 2008)       |
| mars 2008                                | 5 avril 2014              | Edwige Dubois (1946-2018)  | DVG           | Informaticienne, maire honoraire Première adjointe au maire (1995 → 2008) Vice-présidente de la CC du Val d'Amboise (2008 → 2014)   |
| 5 avril 2014                             | 11 août 2022 (démission)  | Richard Chatellier         | DVD puis LREM | Retraité de la fonction publique Vice-président de la CC du Val d'Amboise                                                           |
| 13 septembre 2022                        | En cours (au 27 mai 2024) | Cyrille Martin             |               | Chef d'entreprise de charpente-couverture Premier adjoint au maire (2020 → 2022) Vice-président de la CC du Val d'Amboise (2023 → ) |

### Jumelages
Nazelles-Négron est jumelé avec la ville de Vomp, au Tyrol, Autriche depuis 1988. Vomp est une commune de 5 000 habitants qui se situe dans la vallée de l'Inn, face à la ville de Schwaz. La ville est entourée de chaînes de montagnes, et est distante de 25 km d'Innsbruck et de 140 km de Salzbourg.

## Population et société

### Démographie
L'évolution du nombre d'habitants est connue à travers les recensements de la population effectués dans la commune depuis 1793. Pour les communes de moins de 10 000 habitants, une enquête de recensement portant sur toute la population est réalisée tous les cinq ans, les populations de référence des années intermédiaires étant quant à elles estimées par interpolation ou extrapolation. Pour la commune, le premier recensement exhaustif entrant dans le cadre du nouveau dispositif a été réalisé en 2008.

En 2022, la commune comptait 3 682 habitants, en évolution de +2,99 % par rapport à 2016 (Indre-et-Loire : +1,67 %, France hors Mayotte : +2,11 %).
| 1793 | 1800 | 1806 | 1821 | 1831  | 1836  | 1841  | 1846  | 1851  |
| ---- | ---- | ---- | ---- | ----- | ----- | ----- | ----- | ----- |
| 899  | 959  | 960  | 995  | 1 107 | 1 116 | 1 103 | 1 073 | 1 093 |

| 1856  | 1861  | 1866  | 1872  | 1876  | 1881  | 1886  | 1891  | 1896  |
| ----- | ----- | ----- | ----- | ----- | ----- | ----- | ----- | ----- |
| 1 146 | 1 209 | 1 234 | 1 153 | 1 129 | 1 195 | 1 245 | 1 227 | 1 235 |

| 1901  | 1906  | 1911  | 1921  | 1926  | 1931  | 1936  | 1946  | 1954  |
| ----- | ----- | ----- | ----- | ----- | ----- | ----- | ----- | ----- |
| 1 211 | 1 283 | 1 301 | 1 290 | 1 318 | 1 402 | 1 368 | 1 375 | 1 509 |

| 1962  | 1968  | 1975  | 1982  | 1990  | 1999  | 2006  | 2008  | 2013  |
| ----- | ----- | ----- | ----- | ----- | ----- | ----- | ----- | ----- |
| 1 743 | 1 747 | 2 920 | 3 263 | 3 547 | 3 633 | 3 595 | 3 580 | 3 575 |

| 2018  | 2022  | - | - | - | - | - | - | - |
| ----- | ----- | - | - | - | - | - | - | - |
| 3 490 | 3 682 | - | - | - | - | - | - | - |

### Enseignement
Nazelles-Négron se situe dans l'Académie d'Orléans-Tours (Zone B) et dans la circonscription d'Amboise.
L'école maternelle Val de Cisse et l'école élémentaire Val de Cisse accueillent les élèves de la commune.

### Manifestations culturelles et festivités

#### Sports et associations
La commune de Nazelles-Négron comprend de nombreuses associations culturelles et sportives (basketball, danse, football, handball...).

### Cultes
- Église Saint-Pierre située sur le coteau dans le bourg de Nazelles[48] : XIIe siècle (porche ouest et mur nord) ; XIIIe siècle (clocher) ; XVIe siècle (nef, voute lambrissée, porche sud) : inscription aux Monuments Historiques en 1966. Le vitrail du chevet (Crucifixion) date du XVIe siècle et a été classé MH en 1904. On y voit aussi une inscription signalant la récolte d'un raisin noir au mois de juin, datée 1637, classée MH en 1940.
- Église Saint-Symphorien située dans le bourg de Négron, ancienne aumônerie et ancienne grange monastique : l'église date des XIe et XVe siècles, tandis que l'ancienne aumônerie date des XIIe et XVe siècles et que l'ancienne grange est du XVe siècle. Inscrites aux Monuments Historiques en 1953.

## Culture locale et patrimoine

### Lieux et monuments
- Château de Nazelles du XVIe[49].
- Château des Ormeaux.
- Grange de Négron située au centre de Négron près de la Loire.
- Ancien lavoir, situé au centre du bourg de Nazelles.
- Manoir de la Guêpière fin XVe, début XVIe.
- Manoir de Villefrault

### Personnalités liées à la commune
- Le poète Paul Scarron et son épouse Françoise d'Aubigné, la future Madame de Maintenon.
- À la fin du XIXe siècle, Francis Vielé-Griffin, poète symboliste.
- L'actrice Betty Daussmond y eut une maison de campagne dans l'entre-deux-guerres au lieu-dit le Clos de la Cisse.
- Le peintre Albert-Valentin Thomas (1869-1917) demeure au Château de Perreux jusqu'à sa mort.
- De 1930 à 1936, pendant les vacances d'été, Francis Poulenc composa à Nazelles sa suite pour piano Les Soirées de Nazelles.
- Le peintre Édouard Debat-Ponsan y demeure au château au début du XXe siècle, puis sa fille Jeanne Debat-Ponsan, épouse du professeur Robert Debré. Le fils de ces derniers, le peintre Olivier Debré (1920-1999) y est enterré.

### Héraldique
| Blason de Nazelles-Négron | Les armes de Nazelles-Négron se blasonnent ainsi : D'azur au navire marchand romain d'or, au mât et cordages de sable, au chef aussi d'or chargé d'une étoile de gueules. |